# تراکمورتون، ووسترشر
تراکمورتون (به انگلیسی: Throckmorton) یک روستا و محله مدنی در بریتانیا است که در Wychavon واقع شده‌است. تراکمورتون ۲۰۰ نفر جمعیت دارد.